# Eixo Estrutural Oeste
O Eixo Oeste é um dos eixos estruturais da cidade de Curitiba, ligando a região central ao terminal do Campina do Siqueira.

## Estrutura do eixos
Cada eixo estrutural é composto por uma via central com corredor exclusivo para ônibus, chamados de canaletas expressas, e duas vias rápidas de sentido único, uma de cada lado da via central, em ambos os sentidos, ou seja, centro-bairro e bairro-centro.
Os eixos estruturais foram implantados na década de 1970 como base ao desenvolvimento linear das principais regiões da cidade, conforme o Plano Serete, ou Plano Diretor de Curitiba da década de 1960. 